# Leptopteracris nigra
Leptopteracris nigra är en insektsart som beskrevs av Frédéric Carbonell och Marius Descamps 1978. Leptopteracris nigra ingår i släktet Leptopteracris och familjen gräshoppor. Inga underarter finns listade i Catalogue of Life.